# Mayerling (Alland)
Mayerling è un comune catastale (Katastralgemeinde, grossomodo corrispettivo di frazione) di Alland, comune austriaco del distretto di Baden situato nel Land della Bassa Austria.

## Geografia fisica
La frazione sorge sulla strada statale 210, a circa 3 km a sud di Alland e 20 a nord di Baden. È inserita nel contesto naturalistico della Selva Viennese (Wienerwald) ed il centro dell'abitato è attraversato dal fiume Schwechat. Dalla periferia di Vienna dista circa 25 km (ovest) ed è ad essa collegata tramite l'autostrada A21 (al vicino svincolo di Alland), tangenziale viennese che si collega con l'A1 Vienna-St.Pölten-Linz-Salisburgo-Monaco.

## Storia
Mayerling è famosa per un fatto storico noto con l'espressione di "Fatti di Mayerling". Con quest'espressione ci si riferisce ad una serie di eventi che condussero al presunto omicidio-suicidio rispettivamente dell'Arciduca Rodolfo d'Asburgo-Lorena (figlio di Francesco Giuseppe I d'Austria e di Elisabetta di Baviera) e della sua amante, la baronessa Maria Vetsera. I due corpi furono ritrovati nel locale castello il 30 gennaio del 1889.

## Monumenti e luoghi d'interesse
Il maggiore luogo d'interesse del paese è il locale castello, proscenio dei "fatti" del 1889 e dal 1550 possedimento dell'abbazia di Heiligenkreuz. Sorge nella zona centro-settentrionale dell'abitato (48°02′49″N 16°05′54″E), sulla strada che si collega con la vicina strada statale 11 (Parallela all'A21).

## Galleria d'immagini

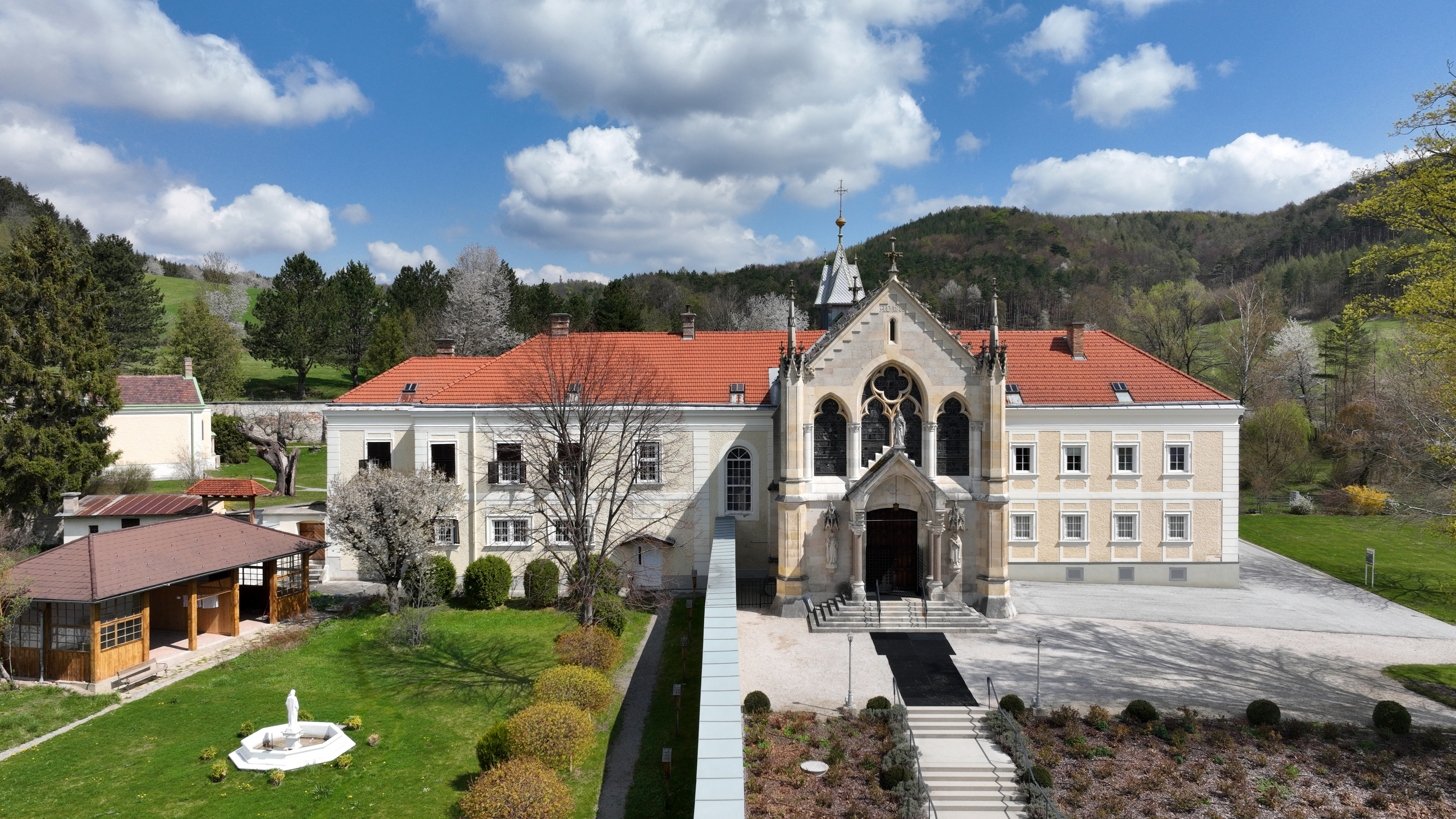
Casale di caccia del castello
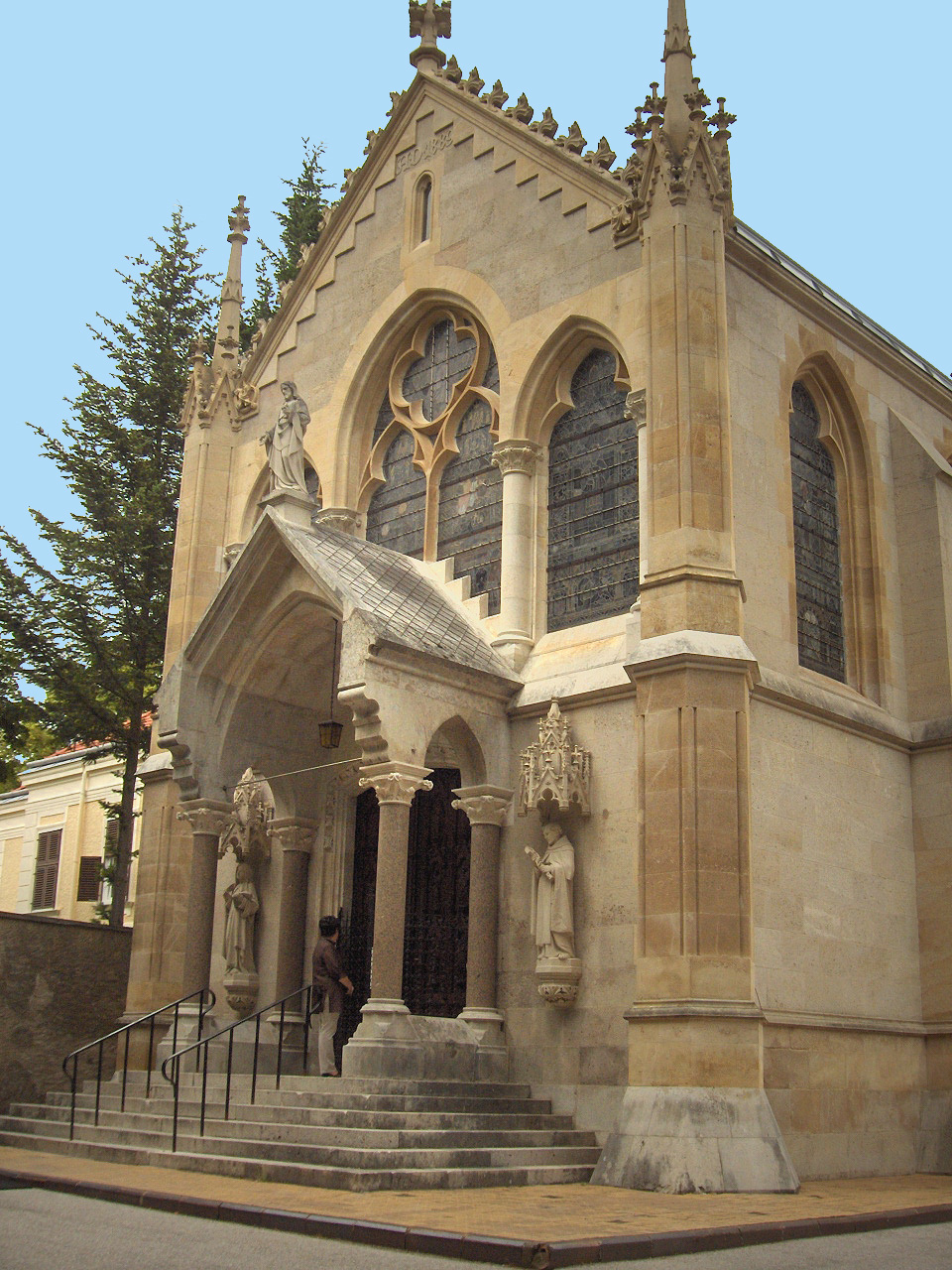
Chiesa di Mayerling, proscenio dei "fatti" del 1889
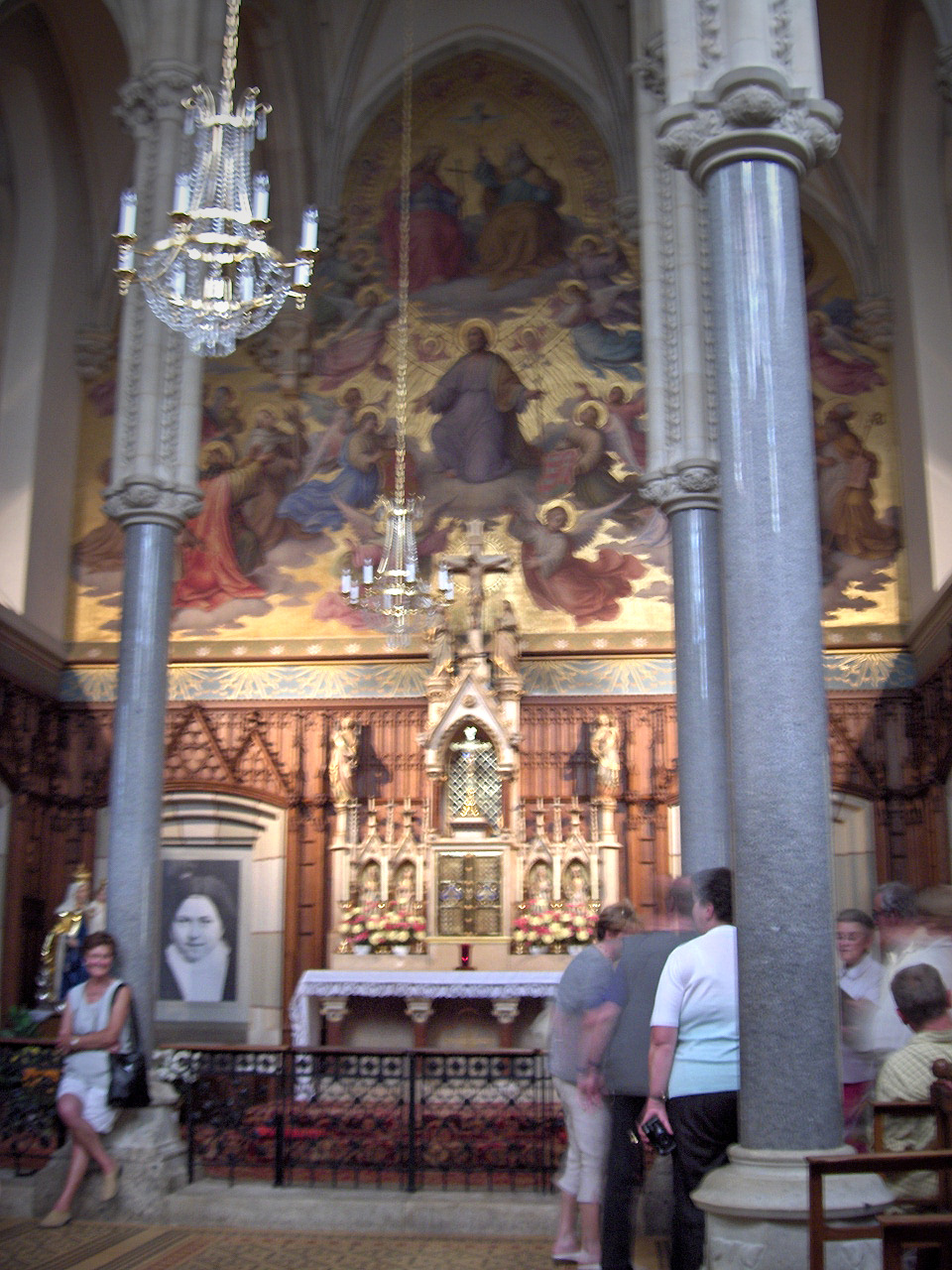
Interno della chiesa
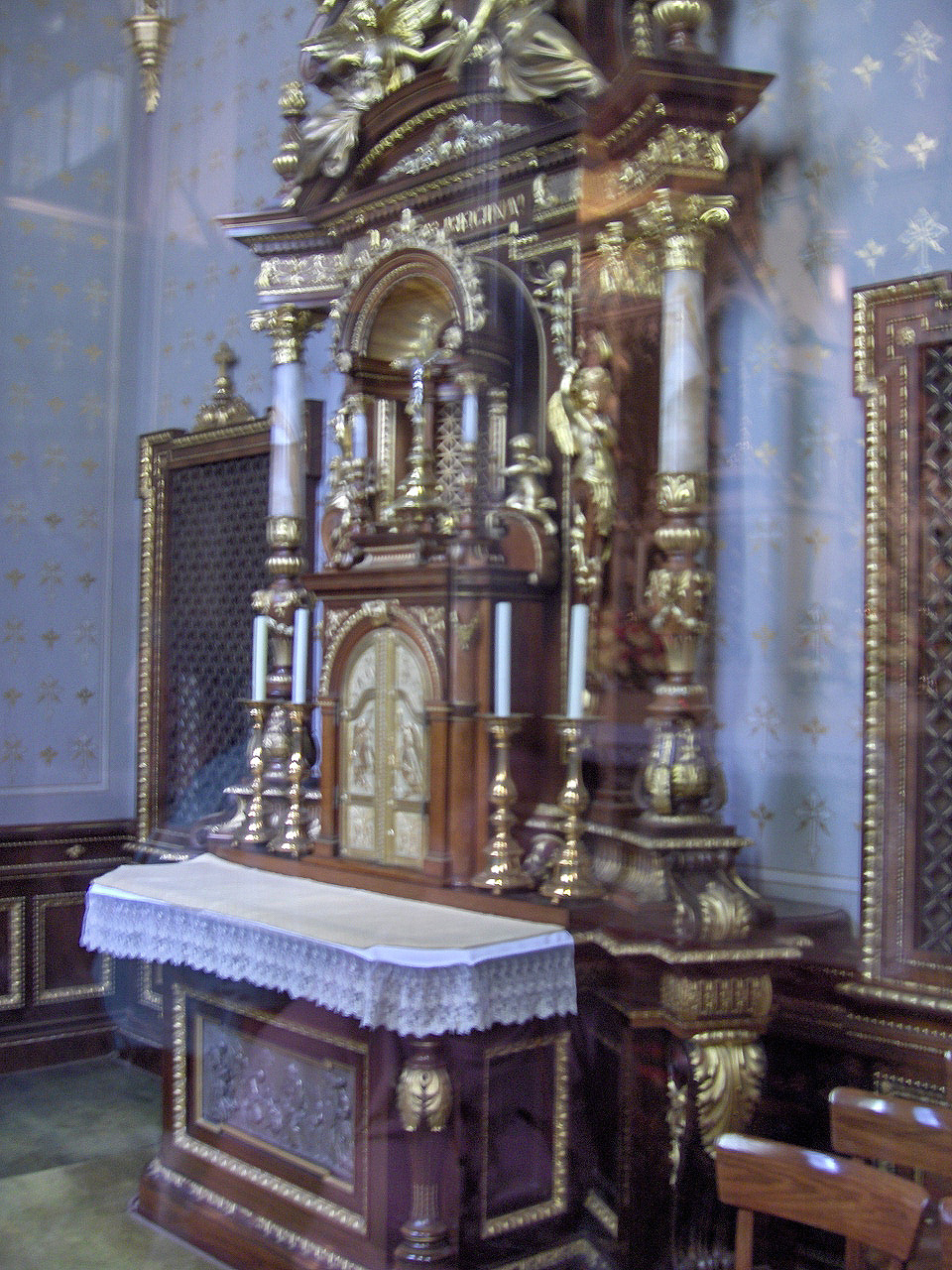
Cappella privata